# Over The Rainbow – The American Standard EP
Over The Rainbow – The American Standard EP è un album discografico di James Taylor, uscito il 20 novembre 2020 con tre brani inediti, seguito del suo disco American Standard.

## Tracce
1. I’ve Grown Accustomed To Her Face (dal musical My Fair Lady) – 2:15 (Frederick Loewe, Alan Jay Lerner)
2. Never Never Land (dal musical Peter Pan) – 3:22 (Jules Styne, Betty Comden, Adolph Green)
3. Over The Rainbow (da Il mago di Oz) – 3:08 (Harold Arlen, Yip Harburg)